# Jan František z Fünfkirchenu
Jan František hrabě z Fünfkirchenu (německy Johann Franz Graf von Fünfkirchen, 17. srpna 1709 – 7. srpna 1782) byl český šlechtic z hraběcího rodu Fünfkirchenů v Dolním Rakousku a v Čechách.

## Život
Narodil se jako druhý syn hraběte Jana Leopolda Arnošta z Fünfkirchenu (1665–1730) a jeho manželky hraběnky Marie Ester Anny z Paaru († 1725), dcery Karla Františka z Paaru († 1661/73/78), říšského hraběte (od 1636), hraběte český (od 14. února 1654), palatin, a Františka Polyxeny ze Švamberka († 1704). Jeho bratr Jan Adam z Fünfkirchenu (1696–1748), byl od roku 1738 vrchním komisařem oblasti Weinviertelu, od roku 1719 ženatý s hraběnkou Marií Ernestinou ze Salm-Reiferscheit-Bedburgu (1693–1730).
Byl majitelem statků v jižních Čechách, které získali Fünfkirchenové koncem 17. století při rozdělování dědictví po vymřelém rodu Slavatů. Jeho dědickým podílem bylo panství Chlum u Třeboně s nově vystavěným zámkem z roku 1710.
Jako donátor katolické církve nechal v Chlumu postavit barokní kostel Nanebevzetí Panny Marie (1737–1745) jako poděkování za záchranu svého života, když jej zasypalo zdivo na nedalekém statku.

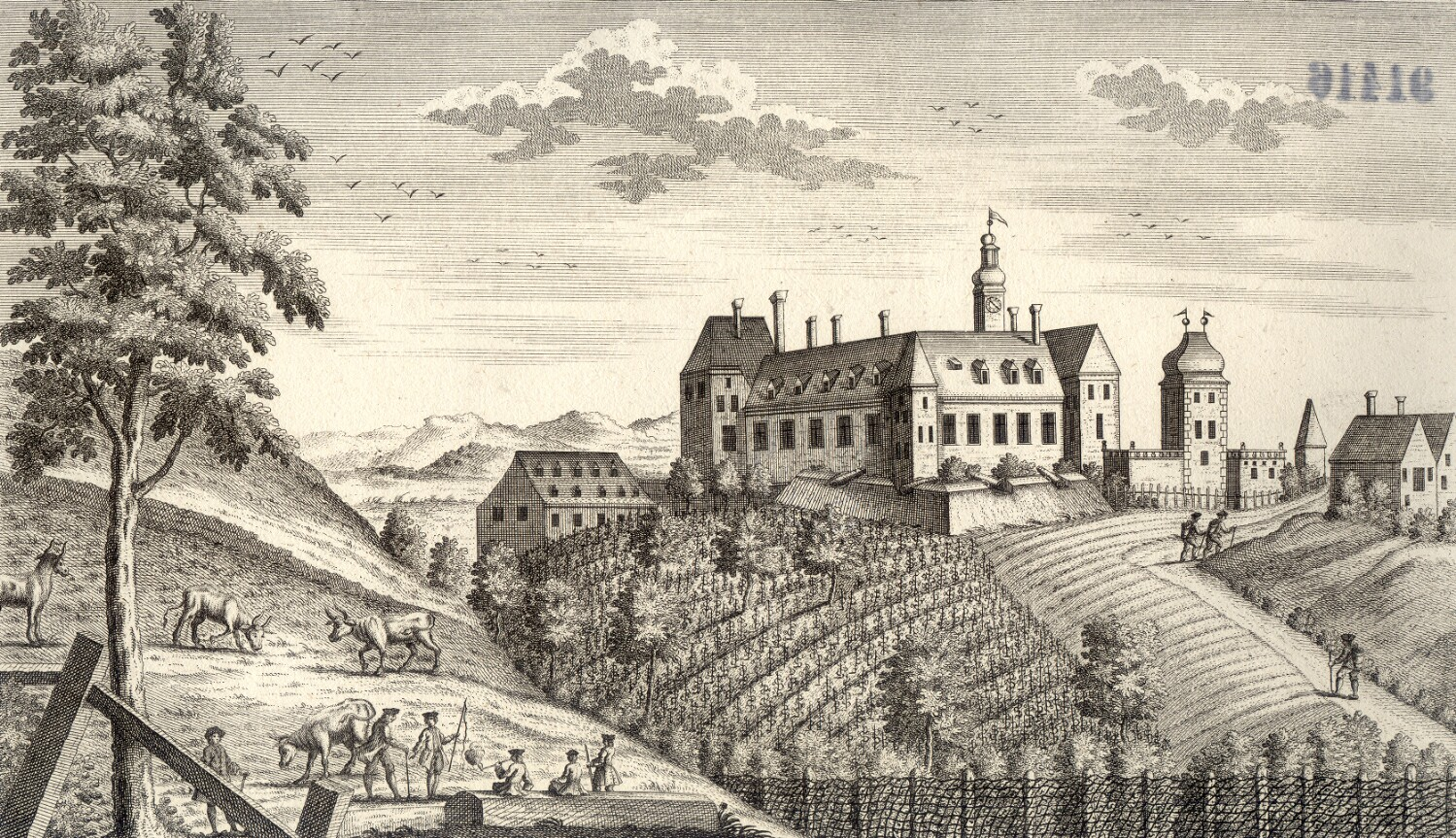
Zámek Fünfkirchen, rodové sídlo v letech 1603-1970
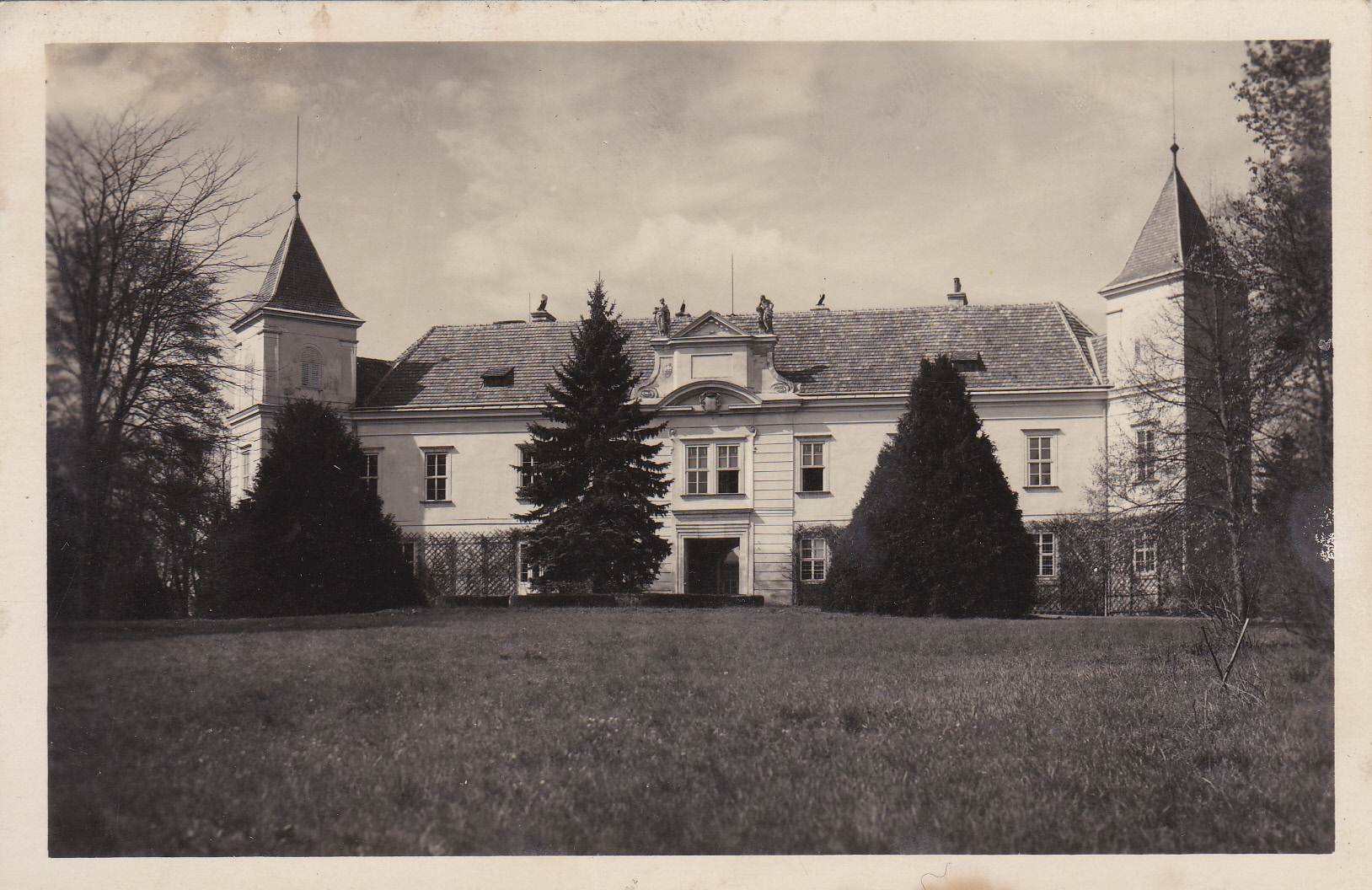
Zámek Fünfkirchen / Steinebrunn kolem roku 1925
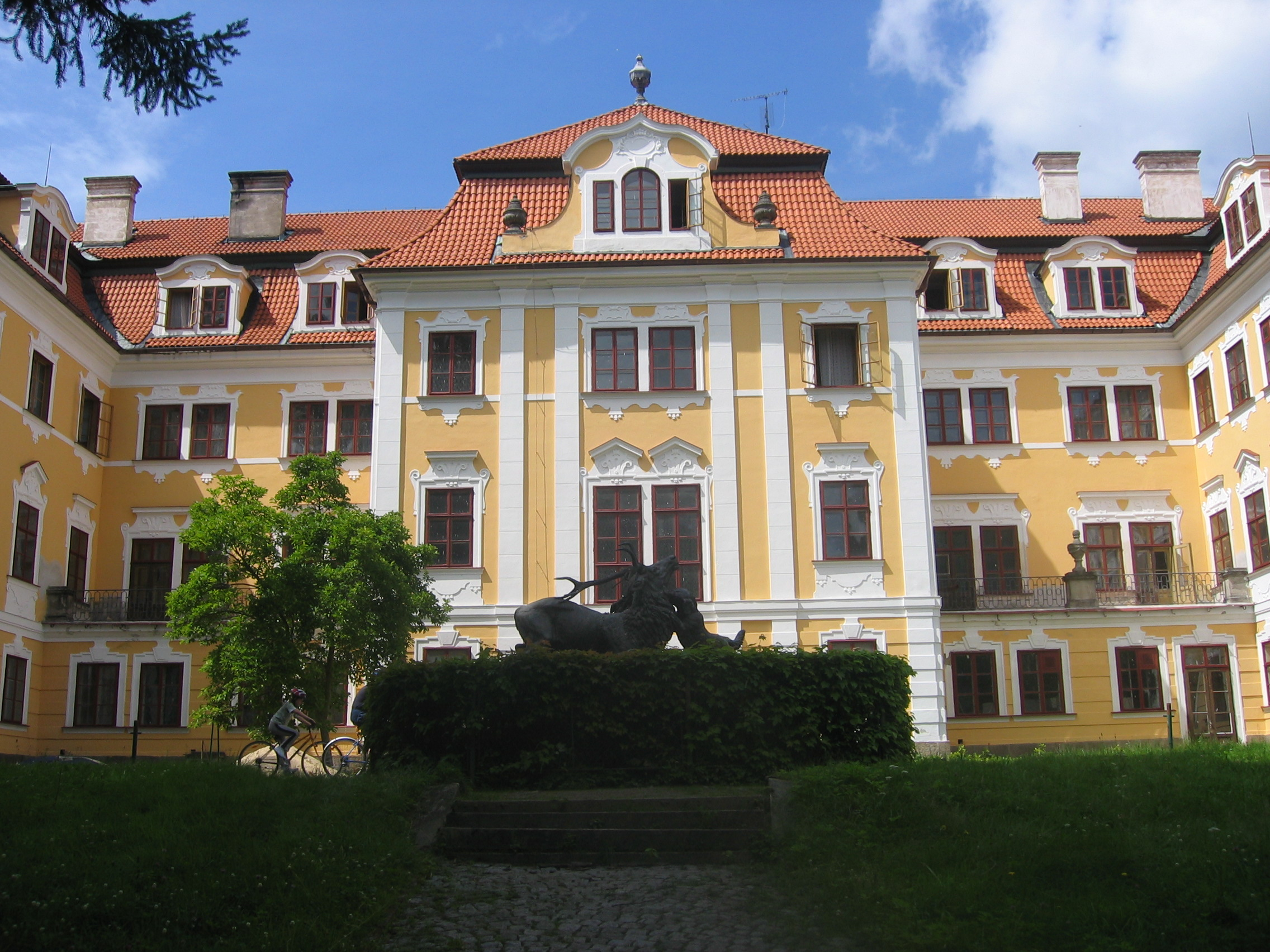
Zámek Chlum u Třeboně
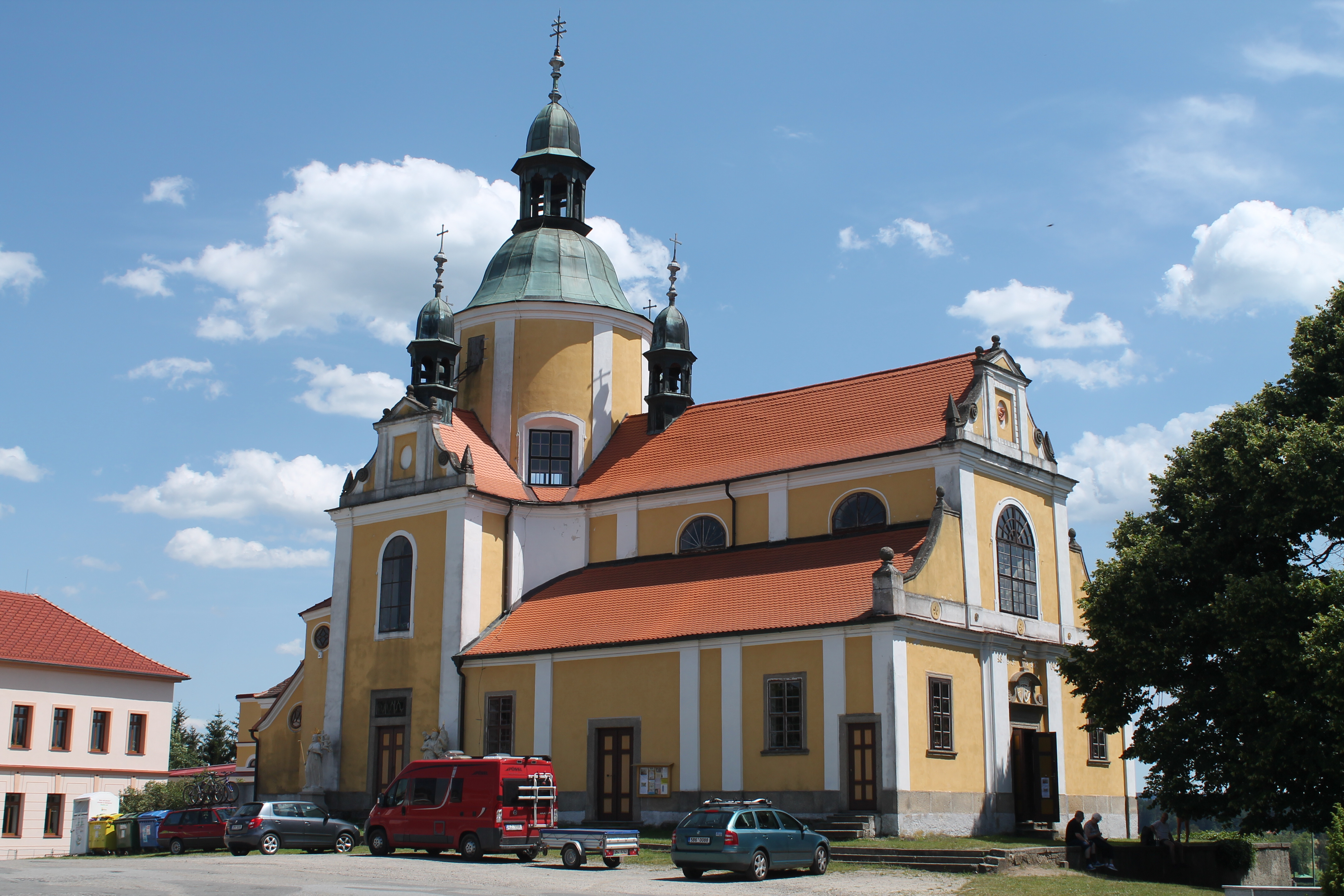
Kostel Nanebevzetí Panny Marie v Chlumu u Třeboně

### Manželství a potomstvo
Jan František z Fünfkirchenu byl dvakrát ženat:
1) 4. listopadu 1730 se v Radeníně oženil s hraběnkou Kateřinou Antonií Des Fours (30. dubna 1710, Praha – 25. února 1751, Vídeň), dcerou hraběte Ferdinanda Magnuse Ignáce Arnošta Antonína Des Fours (1677–1753) a Marie Terezie Šporkové (1680/1683–1743), dědičky Radenína. Manželé měli dva syny a dceru:  
- Marie Antonie (1734 – 30. listopadu 1761), provdaná poprvé od roku 1753 za hraběte Jana Antonína II. z Kuefsteinu (3. listopadu 1727 – 8. října 1757, Litschau), podruhé od ledna 1759 za Jana Viléma Dillera sv. pána z Altenu
- Jan Ferdinand z Fünfkirchenu (28. června 1741 – 7. února 1789, Brno), od 25. ledna 1775 v Brně ženatý s hraběnkou Marií Jenovéfou della Rovere de Monte l'Abate (28. srpna 1741 – 9. prosince 1810, Vídeň), měli syna a dceru
- Jan František de Paula z Fünfkirchenu na Chlumu (16. listopadu 1745 – 26. května 1807), ženatý od 23. února 1783 s hraběnkou Marií Josefinou Chorinskou z Ledské (15. března 1764 – 16. dubna 1844); mají 9 dětí

2) od 10. září 1755 s Marií Annou Týřovskou z Ensidle (27. února 1704 – 11. října 1772). Manželství zůstalo bezdětné.